# Maria Fuster Embuena
Maria Fuster Embuena (Gandia, 3 de setembre del 1988) és una periodista i presentadora valenciana.
Va estudiar Comunicació Audiovisual al Campus de Gandia de la Universitat Politècnica de València, i comença a treballar a les televisions locals. Posteriorment entraria com a reportera a Trencadís, de 8tv, i després d'un curt període a La Sexta, s'encarregaria dels reportatges de la segona temporada de Tips, a La 2. El setembre de 2017 entra a Tarda oberta, el magazín vespertí de TV3.
Amb l'inici d'emissions d'À Punt, passa a ser copresentadora del magazín El Matí d'À Punt. Posteriorment passaria per altres formats de la cadena, com el magazín Bona Vesprada, així com retransmissions de Falles i Fogueres.
El febrer de 2024, va ser seleccionada com directora adjunta d'Audiovisuals i Cinematografia de l'IVC.